# 纳孜尔库姆
纳孜尔库姆（維吾爾語：نازىركوم‎，拉丁维文：Nazirkom）或译为纳孜库姆，是约18世纪起源于吐魯番回部，后在新疆维吾尔自治区全境内流行的维吾尔歌舞形式，被视为是吐鲁番赛乃姆（维吾尔传统舞蹈）。纳孜尔库姆主要在维吾尔族的婚礼、割礼及古尔邦节、肉孜节等重大节日或庆典中表演。2014年纳孜尔库姆列入中华人民共和国国家级非物质文化遗产代表性项目。

## 历史和发展
纳孜尔库姆的起源主要有四种传说。其一，约18世纪额敏和卓统治吐魯番回部时，在王宫鲁克沁附近有一名名叫纳孜尔的舞者，纳孜尔以擅长即兴用滑稽的舞蹈动作闻名于世。额敏和卓时常邀请纳孜尔进宫为王公贵族们表演舞蹈。额敏和卓有一个行迹恶劣的跛脚儿子，时常欺负当地群众，人们怨声载道。在跛腿王子大婚之日，额敏和卓邀请纳孜尔参加演出，在表演时，纳孜尔借机模仿王子一跛一瘸的样子对其进行嘲讽。此举赢得了群众的敬佩，称其为纳孜尔阿卡姆，即纳孜尔大哥。久而久之，演变成了纳孜尔库姆，成为歌舞形式的名称。其二，吐鲁番曾经有一位巴依，名叫阿斯拉拜。他的儿子腿脚不好。阿斯拉拜的长工纳孜尔擅长跳舞，便开始教阿斯拉拜的儿子跳舞。经过训练阿斯拉拜的儿子不仅学会了跳舞，走路也不再一瘸一拐。纳孜尔库姆因此得名，并出现了“维吾尔人走路时就后跳舞”的俗语。其三，纳孜尔是人名，库姆是鼓声，因为纳孜尔的舞蹈中时常有群众劳动的动作，滑稽且有趣。后来人们把这种舞蹈称为纳孜尔库姆。还有一种说法为纳孜其实是一名厌倦了天上生活的仙女。纳孜来到人间后，小伙子们为之倾倒，他们开始用各种幽默夸张的吸引纳孜的注意，之后成为了纳孜尔库姆的舞蹈形式。库来西·热加甫等一些学者对纳孜尔库姆的起源进行过考究，其结果表示纳孜尔库姆并非来源自舞者的姓名，而可能是竞技选拔勇士时所形成，最初是王宫士兵所跳的舞蹈，后流传于民间。
纳孜尔库姆的词源来自于波斯语。纳孜尔库姆最初只流行于吐鲁番、鄯善县、托克逊县等东疆地区，其中以二堡乡的纳孜尔库姆舞者尤为著名。20世纪50年代到60年代时纳孜尔库姆发展的黄金期，纳孜尔库姆舞者不仅在此时创编了很多新节目，还将本为民间自娱舞蹈发展成舞台艺术。此时，卡斯木·艾则孜（Kasim ezziz）是著名的纳孜尔库姆舞者，1964年，尼牙孜·塞提瓦尔地（Niyaz sitiwaldi）首次将咬花的技巧加入表演，获比赛一等奖。顿跳耸肩、顿跳翻手等动作及三拍掌跳转等技巧在此时被创作出来加入纳孜尔库姆的表演之中。60年代初期，纳孜尔库姆流传到南疆库车一带。在北疆伊犁也有类似纳孜尔库姆的表演，即卡尔玉尔尕（Karyurga）。文化大革命时，表演被逼暂停，后来恢复。
2014年11月，纳孜尔库姆以纳孜库姆之名被列入中华人民共和国《国家级非物质文化遗产代表性项目名录》，保护单位是吐鲁番市高昌区文化馆。2014年，托克逊县举办了吐鲁番首届“纳孜库姆”舞蹈比赛。2021年，在“舞蹈世界”全国网络舞蹈大赛中，鄯善县楼兰歌舞剧团表演的纳孜尔库姆获得特金奖。

## 表演形式
纳孜尔库姆在当地的民间音乐、舞蹈中占有重要的地位。纳孜尔库姆在吐鲁番主要存在两种形式，第一种为吐鲁番木卡姆中重要的组成部分，是接着每部木卡姆的后续表演。另一种纳孜尔库姆是作为吐鲁番赛乃姆（维吾尔传统舞蹈）的主体，先表演民歌和舞蹈，随后加入纳孜尔库姆的表演。一些参与纳孜尔库姆表演的艺人曾想将纳孜尔库姆改称为吐鲁番赛乃姆，但由于纳孜尔库姆的名声在外，使用“纳孜尔库姆”演出更容易获得成功。如今，既会使用纳孜尔库姆作为这段表演的名称，也会使用吐鲁番赛乃姆作为这段表演的名称。纳孜尔库姆主要在吐鲁番维吾尔族的婚礼、割礼及古尔邦节、肉孜节等重大节日或庆典活动时举办的麦西来甫中表演。在相对原生态的表演中，纳孜尔库姆无论是演出还是场合都较为自由，比如在婚礼的迎亲过程中，可以从女方家中一路跳到男方家中，并在男方家完成最热闹的阶段。在舞台演出时，纳孜尔库姆则会经过统一的舞蹈编排，并有专业的灯光、舞台设计及音乐团队的配合。

### 曲调及舞蹈
纳孜尔库姆的舞蹈不限制人数，可以是单人表演，也可以是百余人的表演。不过无论是民间演出还是舞台演出，男性舞者主导了纳孜尔库姆的表演。纳孜尔库姆的舞蹈较为自由，单步走较为常见。大致可分为对舞和竞技两个部分，对舞以蹲步、跳步为主，使用夸张的矮子步、跛子走路、做拉面等舞蹈动作模仿不同人物、动物和日常行为，有时会加入不同的滑稽表情，表演诙谐、幽默。竞技部分开始时，舞者会相互模仿，并用难度更高的动作试图“战胜”对方，所以当高潮时，使用的技艺非常困难，如通过困难动作将放置在地上的花、手绢或硬币捡起。竞技部分既可以是同龄的舞者相互比拼，也可以是年轻的舞者挑战年长的舞者。纳孜尔库姆的曲调较为简练，情绪欢快活泼，节奏较强。纳孜尔库姆一般情况下曲调固定为1982年改变的版本，可分为《再吐（尼）汗》《多斯顿·艾米（拉）江》《阿秀巴格达》《阿力太·坎甫玳》四首曲调或《木凯迪满》《再吐（尼）汗》《 多斯顿·艾米（拉）江》《沙依-沙依达》《阿秀巴格达》《瓦依-瓦依纳孜尔库姆》六首曲调。表演时演唱由乐师或歌者完成，舞者并不演唱。纳孜尔库姆的曲调有固定的唱词，内容会以爱情等作为主题，常常一个乐句反复多次，并伴有维吾尔语“纳孜尔库姆”等作为衬词。
纳孜尔库姆曲调节奏和速度变化较大，曲调由强到弱，又由弱到强。《再吐（尼）汗》和《多斯顿·艾米（拉）江》的节奏以2/4拍或4/4拍为主，演奏的同时配有传统赛乃姆舞蹈。过渡到《阿秀巴格达》开始时，以2/4拍或5/8拍开始表演纳孜尔库姆，并会在前几首曲调结束后多次重复，是纳孜尔库姆最为典型和活泼的曲调。进入《阿力太·坎甫玳》时，速度逐渐加快，鼓手会使用更加花哨的技巧，鼓声会更加嘹亮。舞蹈随着曲调进入到竞技模式，随着节奏的加快，舞者的竞争愈加激烈，围观者会鼓掌喝彩并高呼“加根儿窘根儿！”（维吾尔人模仿铁球碰撞的声音，有强者相逢、各显身手之意）等将气氛推向高潮，高潮时，伴奏仅由纳格拉击打节拍。直到舞者通过高难度动作将花、帕、币捡起，观众们报以喝彩，舞蹈结束。六首曲调中，《木凯迪满》是进入舞蹈前的散板序唱，多由一件或两件乐器伴奏。《沙依-沙依达》则是一个四句的乐段，以2/4拍为主。《瓦依-瓦依纳孜尔库姆》与《阿力太·坎甫玳》都是为舞蹈的竞技部分服务，《瓦依-瓦依纳孜尔库姆》以2/4拍为主。

### 乐器
纳孜尔库姆表演时，会使用达普、冬巴克、纳格拉等打击乐器，也会使用弹布尔、热瓦甫、都塔尔等弹拨乐器，还会使用艾捷克、胡西塔尔、沙塔尔等弓弦乐器，苏乃依是常用的吹奏乐器。在日常生活和演出中，在吐鲁番最常见的组合是由苏乃依吹奏主旋律，引领两组一大一小纳格拉和一只冬巴克演奏。在舞台表演中会形成众多乐器组成的组合，艾捷克和热瓦甫成为重要乐器。在如今维吾尔族的婚礼现场，电子乐也是伴奏纳孜尔库姆的主要形式之一。